# Шэньянский Олимпийский центр
Шэньянский Олимпийский центр (кит. упр. 沈阳奥林匹克中心, пиньинь Chényáng Àolínpǐkè Zhōngxīn) — футбольный стадион, расположенный в городе Шэньяне и построенный специально к Пекинской Олимпиаде 2008 года. Олимпийский объект.
Предназначен для проведения футбольных матчей. В 2011 году используется в качестве домашнего стадиона для проведения матчей командой «Шэньян Дунцзинь», выступающей во втором по значимости китайском дивизионе.
Кроме того, включает в себя теннисный корт на 4000 мест, плавательный бассейн.
Расположен в 20 километрах от Шэньянского международного аэропорта Таосянь (кит. 桃仙机场). В непосредственной близости от Центра проходят автобусные маршруты: 214, 238, 152, 286, 150, 291.